# Henri Snäll
Henri Snäll, född 6 april 1992 i Haparanda, är en svensk ishockeyspelare som spelar för Bodens HF i Division 1 Norra.